# Vollenhovense bol

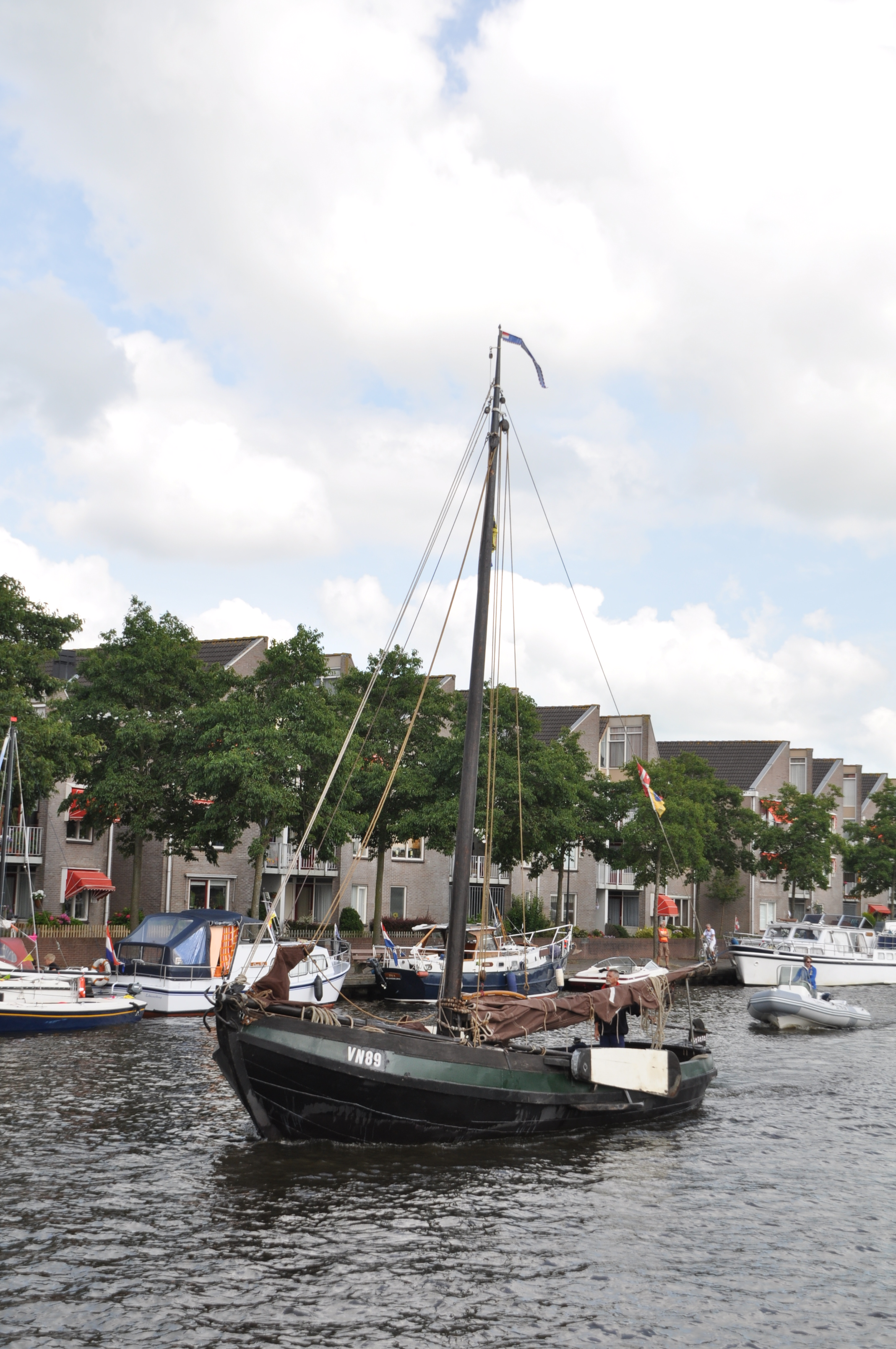
De VN89 uit 1927

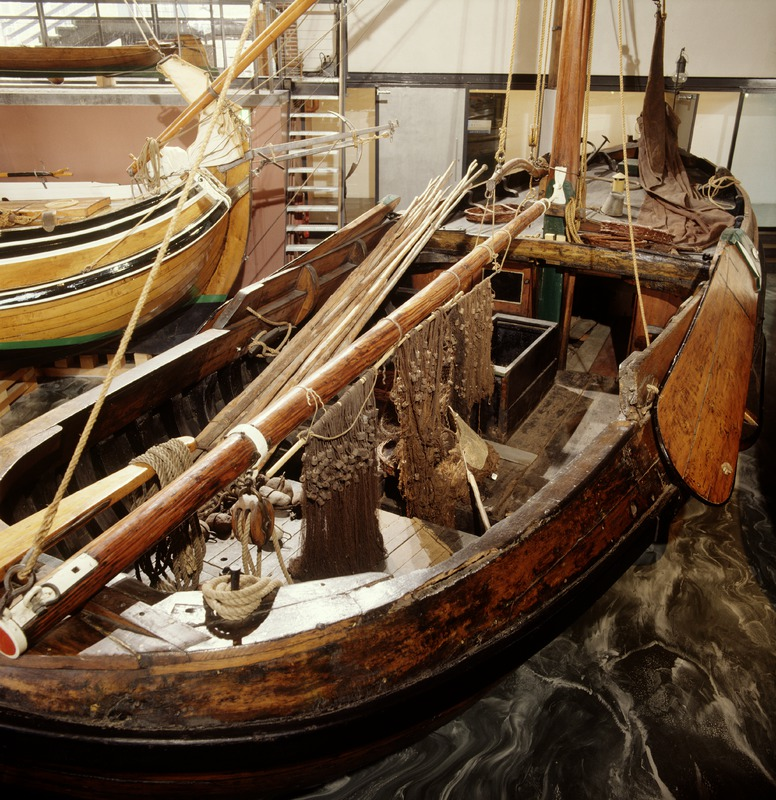
Vollenhovense bol, collectie Zuiderzeemuseum (N.B. Het afgebeelde schip is de VN95, een friese visaak en geen Vollenhoofse bol; het heeft een rond vlak, en een akenroer o.a.)

De Vollenhovense bol is een traditioneel zeilschip (een platbodem) dat is ontstaan rond 1900 in Vollenhove, in de kop van Overijssel. (zie ook: bolschip)

## Geschiedenis
Scheepsbouwer Kroese ontwierp en bouwde de eerste Vollenhovense bol als vissersboot op de toenmalige Zuiderzee. Dit bootje (toen zo'n 6,30 m lang) moest beter bestand zijn tegen overkomend water en meer beschutting aan de visser bieden dan de gebruikte open scheepstypes. Al snel werden Vollenhovense bollen ook voor andere doeleinden op de Zuiderzee gebruikt. Tegenwoordig is het een populair jachttype, meestal in een iets langere lengte 8 tot 9 meter en uitgevoerd in staal in plaats van in hout.

## Kenmerken
Kenmerkend aan de Vollenhovense bol zijn de kromme steven, de ronde, bolle kop en het sigaar of lancetvormige vlak, dat van voren breed en van achteren smaller is, net als van de punter en de schokker. Tegenwoordig zie je een Vollenhovense bol vooral met een kottertuig. Het grootzeil heeft een kromme gaffel en voert de fok aan de voorstag en de kluiver op de kluiverboom. De Vollenhovense bol is van het begin af aan een geslaagd type, dat tegenwoordig ook als jacht met een kajuit aantrekkelijk is om te zien. De ontwerpen van de kajuitboot van J.K. Gipon zijn door werf Kooijman en De Vries, later Rijnsoever in Deil verbeterd, en de Vollenhovense bol is een snelle zeiler met relatief veel binnenruimte geworden.
Schepen die aan de criteria voor het scheepstype voldoen kunnen zich inschrijven bij de Stichting Stamboek Ronde en Platbodemjachten - SSRP. Momenteel zijn er 144 Vollenhovense bollen ingeschreven in het stamboek, waarvan een paar ooit als visserman zijn gebouwd en later tot jacht zijn verbouwd.

## Meer informatie
- mr. T. Huitema, Ronde en platbodemjachten, ISBN 9064102759, Hollandia 2000 (oorspr. 1962)
- Hans Vandersmissen. Rond de Friese zee, ISBN 9064103984, Hollandia 2004
- Beschrijving van het type op de site van de Stichting Stamboek Ronde en Platbodemjachten
- De geschiedenis van scheepswerf Kroese in Vollenhoven en het ontstaan van de Vollenhovense bol beschreven door Stichting Stamboek Ronde en Platbodemjachten- SSRP
- Uitgebreide beschrijving van het scheepstype en de geschiedenis door Stichting Stamboek Ronde en Platbodemjachten - SSRP